# Branchiostoma bennetti
Branchiostoma bennetti är en ryggsträngsdjursart som beskrevs av Boschung och Gordon P. Gunter 1966. Branchiostoma bennetti ingår i släktet Branchiostoma och familjen lansettfiskar. Inga underarter finns listade.